# Drysdalopila lamellicercus
Drysdalopila lamellicercus är en insektsart som beskrevs av Kenneth Hedley Lewis Key 1977. Drysdalopila lamellicercus ingår i släktet Drysdalopila och familjen Morabidae. Inga underarter finns listade i Catalogue of Life.